# Harry Potter i Książę Półkrwi (gra komputerowa)
Harry Potter i Książę Półkrwi (ang. Harry Potter and the Half-Blood Prince) – gra komputerowa stworzona przez studio EA Bright Light na podstawie filmu pod tym samym tytułem, wydana 30 czerwca 2009 roku przez Electronic Arts. Ukazała się na platformach Microsoft Windows, Nintendo DS, Wii, PlayStation 2, PlayStation 3, PlayStation Portable, Xbox 360 oraz na urządzeniach mobilnych.

## Rozgrywka
Podobnie jak w poprzedniej części, Harrym Potterze i Zakonie Feniksa, rozgrywka skupia się przede wszystkim na eksplorowaniu zamku Hogwart oraz rzucaniu zaklęć na znajdujące się w jego obrębie przedmioty. W grze wprowadzone zostały rozgrywki wieloosobowe i warzenie eliksirów, przywrócono obecne w niektórych z poprzednich części zajęcia szkolne, quidditcha i magiczne pojedynki. W grze pojawia się Mapa Huncwotów, która w miarę postępów w fabule pozwala dostać się do nowych obszarów, jak również Prawie Bezgłowy Nick – duch, który służy Harry’emu Potterowi za „kompas”. Podczas dwóch zadań sterować można innymi postaciami niż Potter. Kiedy Ron Weasley zostaje odurzony eliksirem miłosnym, gracz wciela się w niego i musi podążać za Potterem, w przeciwnym razie zadanie kończy się niepowodzeniem. Podczas jednego z meczów quidditcha gracz steruje Ginny Weasley, która przejęła w drużynie obowiązki zawieszonego w prawach ucznia Pottera.
W grze powrócił nieobecny od Harry’ego Pottera i Komnaty Tajemnic Klub Pojedynków, w ramach którego Harry Potter może swobodnie pojedynkować się z innymi uczniami – również za pośrednictwem gry wieloosobowej – ucząc się nowych zaklęć. Klub domu Gryffindor znajduje się w Wielkiej Sali, z kolei pozostałych domów na szkolnych dziedzińcach. Harry uczęszcza również na zajęcia z warzenia eliksirów, będące prostymi minigrami, w których należy podążać za wskazówkami wyświetlanymi na ekranie.
Szkoła, będąca głównym obszarem, po którym gracz porusza się w grze, jest niemalże identyczna jak w poprzedniej odsłonie, dodano do niej jednak kilka nowych obszarów, takich jak chociażby błonia prowadzące do głównego wejścia, z kolei inne – dostępne wcześniej – zostały wyłączone z użytku ze względu na nowe środki bezpieczeństwa, jakie wprowadzono w placówce.

### Różnice pomiędzy platformami
Wersja gry przeznaczona na konsolę Wii, podobnie jak Harry Potter i Zakon Feniksa, wykorzystuje kontroler Wii Remote do warzenia eliksirów, pojedynków i quidditcha. W wersji przeznaczonej na Nintendo DS dodane zostały nieobecne na innych platformach minigry, takie jak gargulki czy eksplodujący dureń, zaś warzenie eliksirów, pojedynki i quidditch rozgrywać można za pomocą rysika. Wersja przeznaczona na konsolę PlayStation 3 obsługuje wibracje w kontrolerze DualShock 3. Wydania na pozostałe platformy wykorzystują te same funkcje, co poprzednia gra z serii.

## Produkcja
Gra zapowiedziana została w kwietniu 2008 roku, a jako datę jej premiery wyznaczono 21 listopada, czyli dzień, w którym do kin trafić miała filmowa wersja. Kiedy jednak w sierpniu 2008 roku premierę filmu przesunięto o osiem miesięcy, zmianie uległa również data wydania gry. 14 maja 2009 roku potwierdzono, że trafi ona do sprzedaży 30 czerwca.

## Odbiór
Według serwisu Metacritic, gra spotkała się z „mieszanym lub przeciętnym” przyjęciem ze strony krytyków na wszystkich platformach z wyjątkiem Nintendo DS, gdzie otrzymała „przeważająco negatywne” recenzje.
Serwis IGN pozytywną ocenę 7.7/10 dla wersji na PlayStation 3, Xboksa 360 i Wii (7.5/10 dla wydania komputerowego) uzasadnił stwierdzeniem, że gra usprawnia funkcje, które sprawdziły się w poprzedniej odsłonie, co sprawia, że stała się ona „całkiem zabawna”. Magazyn „GamePro” recenzję na konsolę Wii uznał za „zabawną”, jednak jej wysoką cenę za nieuzasadnioną. W recenzji serwisu IT Reviews stwierdzono, że „powtarzalności nie da się zaprzeczyć”, jako przykład wymieniając toczenie kilku magicznych pojedynków z rzędu, które w pewnym momencie stają się nużące. Dodatkowo stwierdzono, że wiele zadań jest nieciekawych, a gra jest zbyt krótka i tylko najbardziej oddani fani Harry’ego Pottera będą w stanie czerpać z niej radość na dłużej. Tom McShea z serwisu GameSpot wystawił grze ocenę 5/10, krytykując rozgrywkę, fabułę, modele postaci i voice acting, twierdząc, że gra jest „bez wątpienia przeżyciem, które trzeba zapomnieć”, ponieważ „zmusza gracza do powtarzania w kółko tych samych trzech minigier”, nie próbując nawet oddać dreszczu związanego z byciem czarodziejem.

## Obsada
| Postać               | Głos w wersji angielskiej | Głos w wersji polskiej |
| -------------------- | ------------------------- | ---------------------- |
| Harry Potter         | Adam Sopp                 | Jonasz Tołopiło        |
| Hermiona Granger     | Rachel Sternberg          | Joanna Kudelska        |
| Ronald Weasley       | Rupert Grint              | Marcin Łabno           |
| Albus Dumbledore     | Christopher Birch         | Wojciech Duryasz       |
| Draco Malfoy         | Tom Felton                | Aleksander Czyż        |
| Severus Snape        | James Faulkner            | Mikołaj Müller         |
| Horacy Slughorn      | Michel Elias              | Jan Kulczycki          |
| Ginny Weasley        | Bonnie Wright             | Zuzanna Galia          |
| Luna Lovegood        | Evanna Lynch              | Delfina Zielińska      |
| Minerwa McGonagall   | Ève Karpf                 | Mirosława Krajewska    |
| Lavender Brown       | Jessie Cave               | Zuzanna Galia          |
| Dean Thomas          | Alfred Enoch              | Adam Malecki           |
| Cormac McLaggen      | Freddie Stroma            | Marek Molak            |
| Bellatriks Lestrange | Beth Chalmers             | Izabella Bukowska      |
| Fenrir Greyback      | Dave Legeno               | Mirosław Zbrojewicz    |
| Vincent Crabbe       | Jamie Waylett             | Filip Domagała         |
| Gregory Goyle        | Joshua Herdman            | Mateusz Maksiak        |
| Katie Bell           | Georgina Leonidas         | Julia Hertmanowska     |
| Filius Flitwick      | Warwick Davis             | Andrzej Szopa          |
| Cho Chang            | Katie Leung               | Zuzanna Madejska       |